# James Cosmo

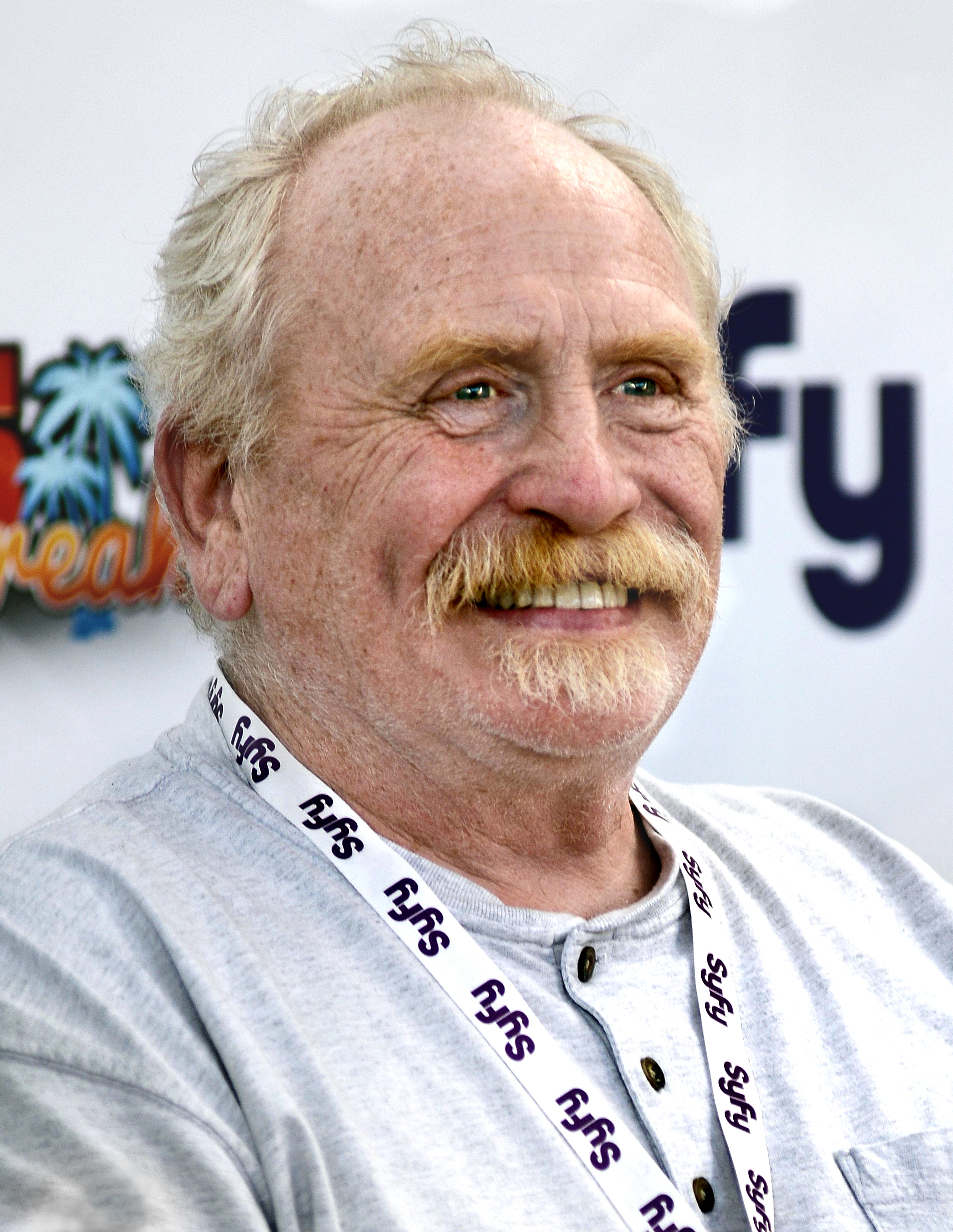
James Cosmo (2014)

James Ronald Gordon Copeland MBE (* 24. Mai 1948 in Clydebank, Schottland), bekannt als James Cosmo, ist ein britischer Schauspieler.

## Leben
James Cosmo ist der Sohn des Schauspielers James Copeland. Er besuchte die Royal Scottish Academy of Music and Dramatic Art und danach auch die Bristol Old Vic Drama School. Er ist seit fast vier Jahrzehnten in zahlreichen Kino- und Fernsehproduktionen zu sehen. Sein Debüt gab er 1969 in dem Weltkriegsepos Luftschlacht um England. Dank seiner imposanten Körpergröße und Statur verkörpert er in seinen Filmen oft kriegerische Charaktere. So war er zum Beispiel 1986 in Russell Mulcahys Film Highlander als Angus MacLeod an der Seite von Christopher Lambert und 1995 in Mel Gibsons Oscar-gekrönten Film Braveheart als schottischer Freiheitskämpfer Campbell zu sehen und als Glaukos in Wolfgang Petersens Troja. Diesem type-cast-Muster folgte man auch mit der Besetzung Cosmos als Lord Kommandant der Nachtwache, Jeor Mormont, in der Fernsehserie Game of Thrones.
Für seine Leistungen vor der Kamera und sein privates karitatives Engagement erhielt er den Lifetime Achievement Award beim Sunday Mail/McEwan’s People’s Film Festival.
Seit dem 24. Mai 2000 ist James Cosmo mit Annie Harris verheiratet.

## Filmografie (Auswahl)
- 1969: Luftschlacht um England (Battle of Britain)
- 1970: Assault
- 1972: Doomwatch – Insel des Schreckens (Doomwatch)
- 1972: The Stone Tape
- 1973–1977: Warship (Fernsehserie, 20 Folgen)
- 1978: Die Füchse (The Sweeney, Fernsehserie, 1 Folge)
- 1978: Die Abenteuer des David Balfour (Kidnapped, Fernsehvierteiler, 1 Folge)
- 1979: Thoundercloud (Fernsehserie, 13 Folgen)
- 1979: Die Profis (The Professionals, Fernsehserie, 1 Folge)
- 1979: Die Onedin-Linie (The Onedine Line, Fernsehserie, 1 Folge)
- 1981: The Nightmare Man (Fernsehserie, 4 Folgen)
- 1984: Der Aufpasser (Minder, Fernsehserie, 1 Folge)
- 1984: Agentin mit Herz (Scarecrow and Mrs. King, Fernsehserie, 1 Folge)
- 1986: Highlander – Es kann nur einen geben (Highlander)
- 1988: Stormy Monday
- 1989: The Nightwatch (Fernsehfilm)
- 1989, 1993: Casualty (Fernsehserie, 2 Folgen)
- 1992: Heartbeat (Fernsehserie, 1 Folge)
- 1990: Die Schatzinsel (Treasure Island, Fernsehfilm)
- 1994–1995: Roughnecks (Fernsehserie)
- 1995: Braveheart
- 1996: Jane Austens Emma (Emma)
- 1996: Trainspotting – Neue Helden (Trainspotting)
- 1998: Schweinchen Babe in der großen Stadt (Babe: Pig in the City)
- 1999: Sunset Heights
- 1999: The Match
- 1999: Billy and Zorba (Kurzfilm)
- 1999: Split Second (Fernsehfilm)
- 1999: Cleopatra
- 2000: One More Kiss
- 2001: To End All Wars – Die wahre Hölle (To End All Wars)
- 2001: Die Männer Ihrer Majestät (All the Queen’s Men)
- 2002: Die vier Federn (The Four Feathers)
- 2002: The Reckoning
- 2004: Troja (Troy)
- 2005: The Adventures of Greyfriars Bobby
- 2005: Die Chroniken von Narnia – Der König von Narnia (The Chronicles of Narnia: The Lion, the Witch and the Wardrobe)
- 2006: Half Light
- 2006: Free Jimmy (Slipp Jimmy fri, Stimme)
- 2006: The Lives of the Saints
- 2007: Wintersonnenwende – Die Jagd nach den sechs Zeichen des Lichts (The Seeker: The Dark Is Rising)
- 2007: Die letzte Legion (The Last Legion)
- 2007: Inspector Barnaby (Fernsehreihe, Folge Mord mit Groove)
- 2007: Comet Impact – Killer aus dem All (Impact Earth, Fernsehfilm)
- 2008: The Color of Magic – Die Reise des Zauberers (The Colour of Magic)
- 2009: The Clan
- 2009: Merlin – Die neuen Abenteuer (Merlin, Fernsehserie, Folge 2x04)
- 2009: 2081 (Kurzfilm)
- 2010: Castle (Fernsehserie, eine Folge)
- 2010: Outcast
- 2010: Donkeys
- 2010: Die Akte Weihnachtsmann (The Santa Incident, Fernsehfilm)
- 2010: Sons of Anarchy (Fernsehserie, 8 Folgen)
- 2011: The Glass Man
- 2011: No Saints for Sinners
- 2011–2013: Game of Thrones (Fernsehserie, 12 Folgen)
- 2012: Silent Witness (Fernsehserie, 2 Folgen)
- 2013: The Golden Scallop
- 2013: Death in Paradise (Fernsehserie, 1 Folge)
- 2014: We Still Kill the Old Way
- 2015: Moonwalkers
- 2015: Die Legende von Barney Thomson (The Legend of Barney Thomson)
- 2016: Mord auf Shetland (Shetland, Fernsehserie, 4 Folgen)
- 2016: Ben Hur (Ben-Hur)
- 2016: Eliminators
- 2016–2019: Die Durrells auf Korfu (The Durrells, Fernsehserie, 4 Folgen)
- 2017: T2 Trainspotting
- 2017: Wonder Woman
- 2017: SS-GB (Fernsehserie, 4 Folgen)
- 2018: Outlaw King
- 2018: In Darkness
- 2019: The Hole in the Ground
- 2019: Boyz In The Wood
- 2019: Chernobyl (Miniserie)
- 2019: Der Name der Rose (The Name of the Rose, Fernsehserie)
- 2019: His Dark Materials (Fernsehserie)
- 2020: The Bay (Fernsehserie, 6 Folgen)
- 2020: Skylines
- 2021: Jagame Thandiram
- 2022: My Sailor, My Love
- 2022: Tom Clancy’s Jack Ryan (Fernsehserie)
- 2024: The Beast Within

## Auszeichnungen
- BAFTA Award (Schottland)
  - 2011: Bester Darsteller für Donkeys
- Edinburgh International Film Festival
  - 2015: Beste Leistung in einem britischen Spielfilm für The Pyramid Texts (zusammen mit Charlotte Rampling für ihre Leistung in 45 Years)